# HP Slate
L'HP Slate 500 Tablet PC, conosciuto anche come HP Slate, è un Tablet PC prodotto da Hewlett-Packard presentato per la prima volta al CES 2010 e spesso acclamato come "l'anti-iPad" È in vendita nel solo mercato statunitense a partire dal 22 ottobre 2010.

## Caratteristiche tecniche
Dotato di processore Intel Atom (Menlow) affiancato da acceleratore grafico Broadcom Crystal HD Enhanced Video Accelerator per il supporto al video in 1080p, l'HP Slate si presenta come un Tablet PC puro con schermo da 8,9 pollici. Il digitalizzatore è il DuoSense di N-Trig che offre funzionalità di digitalizzatore attivo elettromagnetico con supporto alla penna e funzionalità di digitalizzatore capacitivo con multitocco a quattro dita. Pesante 670 grammi e dotato di batteria integrata non sostituibile dall'utente, ha sistema operativo Windows 7 Professional.
In seguito all'acquisizione da parte di HP di Palm al progetto basato su Windows 7 si sarebbe dovuto affiancare un nuovo progetto basato sul sistema operativo Web OS di proprietà di Palm, di cui però non si è arrivati a creare un modello commercializzato.